# Červenka obecná

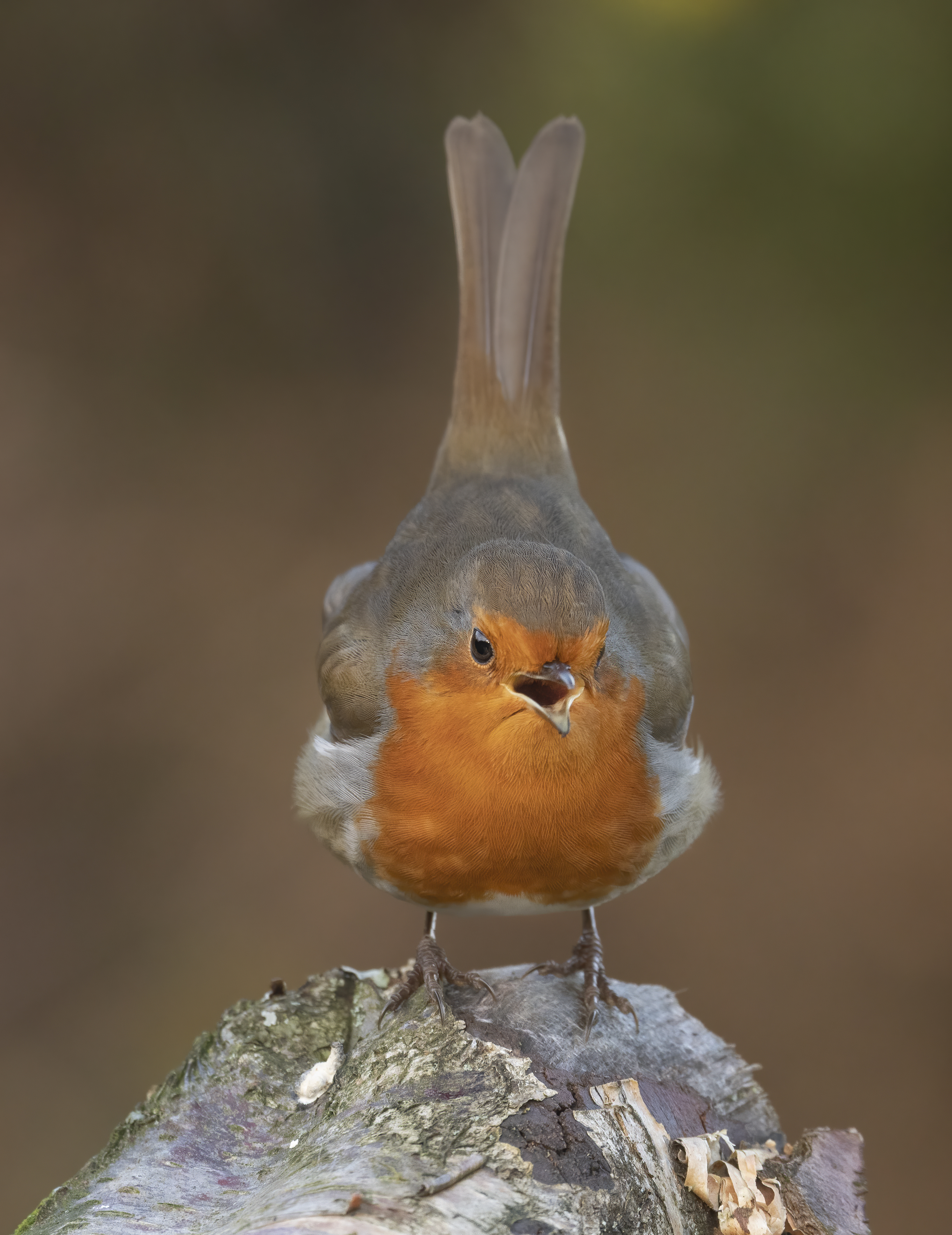
Červenka obecná při pohledu zepředu

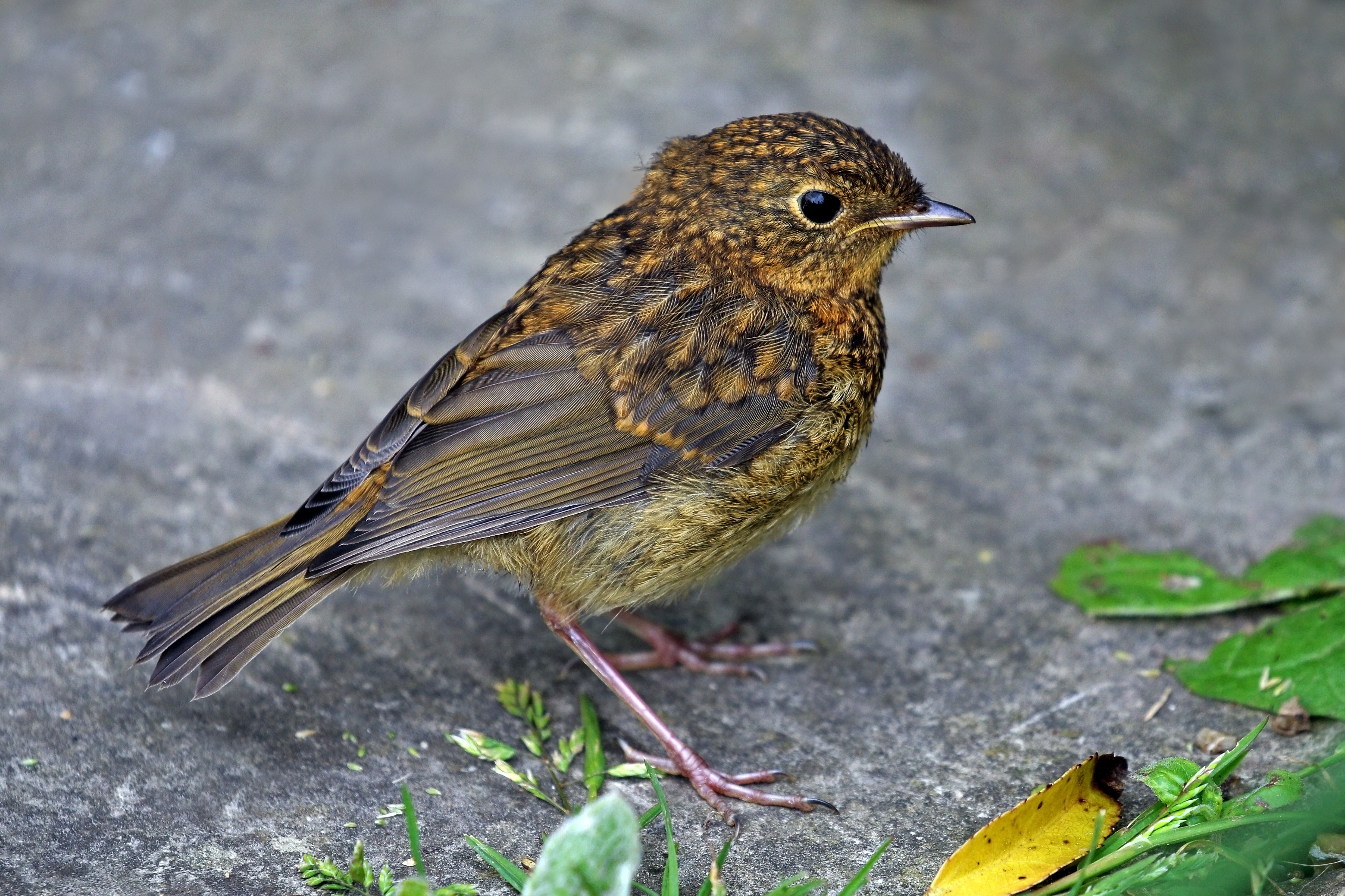
Mladý pták

Červenka obecná (Erithacus rubecula) je druh ptáka z čeledi lejskovitých (Muscicapidae), rozšířený v severní Africe, Evropě a západní Asii. Jedná se o malého, většinově nenápadně zbarveného ptáka s velkou rezavočervenou náprsenkou na tváři a hrudi, který se vyskytuje v lesích i houštinách poblíž lidských sídel v parcích a zahradách. 
Živí se hmyzem a dalšími bezobratlými, které hledá převážně na zemi nebo v přízemní vegetaci. Přímo na zemi nebo nízko nad ní bývá umístěno také nenápadné miskovité hnízdo, do kterého klade 5–7 světlých, drobně tmavě skvrnitých vajec. 
Červenka obecná jako typicky zbarvený, relativně běžný a často poměrně důvěřivý pták patří k široce známým druhům. Zvláštní oblibě se těší ve Velké Británii, kde je tradičně spojován s Vánoci a roku 2015 byl britskou veřejností v anketním hlasování vybrán za neoficiálního národního ptáka.

## Etymologie a taxonomie

### Pojmenování
Rodové jméno, Erithacus, pochází z řeckého erithakos a odkazuje na neznámého ptáka, obvykle ztotožňovaného s červenkou obecnou. Druhové jméno, rubecula, má základ v latinském ruber, které v češtině znamená „červený“, a je patrně zdrobnělinou (byť je možné zakončení odvozovat i od slova gula, „hrdlo“).
Český název červenka má předobrozenecký původ a podobně jako latinské druhové jméno je odvozen z červené náprsenky tohoto ptáka. V ostatních slovanských jazycích se pro druh objevují jména jiná; k nejbližším tomu českému patří polský název rudzik. Ve staročeštině byl druh označován také výrazy ludačka, udačka či místně hudačka, patrně proto, že staví dobře ukrytá hnízda (základovým slovem by v takovém případě mohlo být louditi, tedy „klamat“).

### Systematika
Druh prvně popsal Carl Linnaeus v roce 1758 v 10. vydání svého díla Systema Naturae pod názvem Motacilla rubecula. Do rodu Erithacus druh zařadil francouzský přírodovědec Georges Cuvier roku 1800.
Rod Erithacus dříve vedle červenky obecné čítal další dva druhy: E. akahige a E. komadori. U uvedených východoasijských druhů nicméně byla na základě molekulárně fylogenetických studií prokázána bližší příbuznost se skupinou jiných asijských druhů nežli s červenkou obecnou, což vedlo k revizi a přeřazení obou druhů do rodu Larvivora. Červenka obecná se tak po této změně stala jediným druhem rodu Erithacus. Rod Erithacus byl tradičně považován za blízce příbuzný s rody Luscinia a Tarsiger, nicméně nedávné fylogenetické analýzy jako blíže spřízněné uvádějí africké monotypické rody Pogonocichla a Swynnertonia.

#### Poddruhy
U červenky obecné se rozlišuje 8 poddruhů:
- E. r. melophilus Hartert, 1901 – žijící na Britských ostrovech;
- E. r. rubecula (Linnaeus, 1758) – Maroko a většina Evropy východně po Ural;
- E. r. tataricus Grote, 1928 – Ural, severozápadní Sibiř;
- E. r. superbus Koenig, 1889 – Tenerife a Gran Canaria;
- E. r. witherbyi Hartert, 1910 – Alžírsko a Tunisko;
- E. r. valens Portenko, 1954 – Krym;
- E. r. caucasicus Buturlin, 1907 – severní a východní Turecko, Ázerbájdžán;
- E. r. hyrcanus Blanford, 1874 – jihovýchodní Ázerbájdžán, severní Írán.

## Popis
Velikosti vrabce, s velkou hlavou a poměrně dlouhýma tenkýma nohama. Délka těla je 12,5–14 cm, rozpětí křídel dosahuje 20–22 cm a hmotnost se pohybuje v rozmezí 15–22 g. Svrchní část těla je světle hnědá s úzkou žlutou páskou v křídlech, spodní modrošedá a bílá s nápadnou rezavočervenou náprsenkou na tváři a hrudi. Pohlaví se zbarvením neliší, mladí ptáci jsou celí hnědí, světle skvrnití a postrádají červenou náprsenku. Zobák je černohnědý se světle hnědou u kořene dolní čelisti, nohy hnědé a duhovka tmavohnědá.
Pelichání mladých ptáků (částečné) probíhá v srpnu až září, dospělých ptáků (úplné) někdy již od července do konce září.
Dospělý pták je díky výrazné oranžové náprsence ve středoevropských podmínkách zaměnitelný pouze s lejskem malým, od kterého se liší větší velikostí, oranžovou náprsenkou zasahující až po tváře a ocasem bez bílých skvrn. Mladý pták se svým skvrnitým zbarvením podobá mladým slavíkům, má však hnědší ocas.    

## Rozšíření a prostředí
Červenka obecná má evropský typ rozšíření, s areálem sahajícím od severní Afriky a západní Evropy východně po řeku Ob. Je převážně tažná, se zimovišti v západní a jižní Evropě, severní Africe a na Blízkém východě.
Žije ve všech typech lesa s nepříliš hustým bylinným patrem, přičemž dává přednost stinným místům v blízkosti vody. Lze ji nalézt také v houštinách, parcích, sadech, zahradách a na hřbitovech. V Evropě vystupuje až po 2 200 m n. m.

### Výskyt vČesku
V ČR hnízdí běžně na celém území od nížin po hory, nejvýše v Hrubém Jeseníku do 1400 m n. m. Populace hnízdící v ČR je převážně tažná, pravidelně zde však zimují ptáci ze severských populací.

## Biologie
V některých částech areálu je červenka obecná častým obyvatelem zeleně kolem lidských sídel, jinde spíše plachým lesním ptákem. Zdržuje se hlavně na zemi v krytu vegetace, kde poskakuje s mírně zdviženým ocasem a svěšenými křídly. Zcela nekrytým plochám bez vegetace se pokud možno vyhýbá, a při jejich překonávání obvykle letí nízko nad zemí přímo do nejbližšího keře.
Táhne v noci, dle údajů od okroužkovaných ptáků rychlostí až 100 km/den.

### Vokalizace
Vábí krátkým „tik“, které při vyrušení přechází do dlouhé řady „tik–ik–ik–ik“. Poplašný hlas je velice tenké „tsííí“ podobné hlasu kosa černého. Zpěv je kolísavý, zvonečkovitě znějící. Mimo období pelichání zpívá po celý rok, začíná ještě před rozedněním a končí večer až téměř za tmy jako jeden z posledních pěvců. Zpívají obě pohlaví; zpěv samce bývá delší a rozmanitější. Maximum zpěvní aktivity u samce připadá na období námluv a u samice na podzim (v období rozmnožování zpívá na rozdíl od samce jen zřídka).

### Rozmnožování

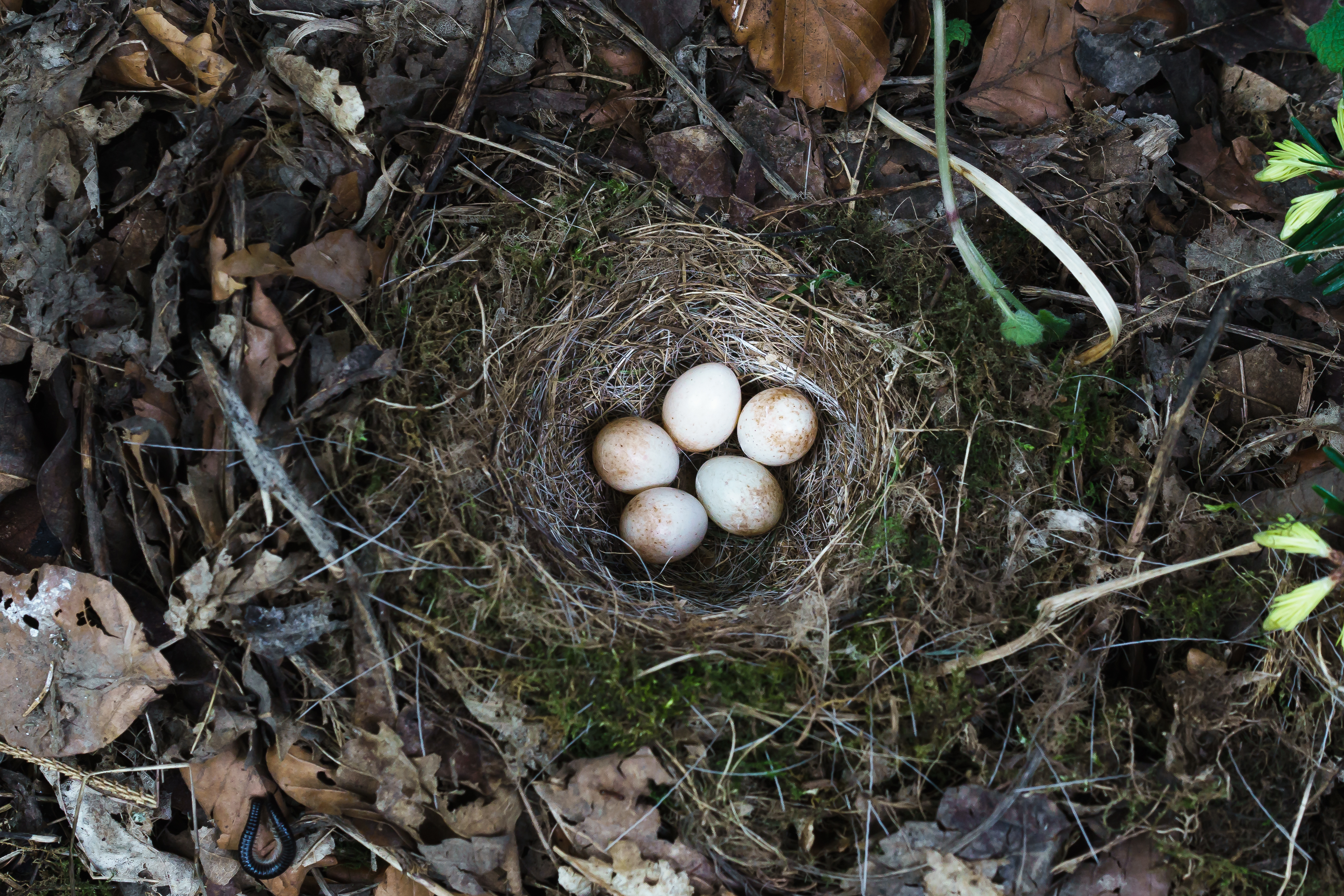
Hnízdo červenky se snůškou umístěné na zemi

Červenka obecná je celoročně teritoriálním ptákem, který vedle hnízdních okrsků obhajuje oddělená potravní teritoria také v zimě (samci ze stálých populací běžně hájí stejný okrsek celý život). Hnízdí monogamně, příležitostně je zdokumentována též bigamie. U tažných populací na hnízdiště jako první přilétá samec, který bezprostředně poté zabírá teritorium, začíná zpívat a vyčkává návratu samice. U stálých ptáků dochází k tvorbě párů mnohdy již v průběhu ledna, a to obvykle dvěma způsoby: buď se samice přesune do okrsku cizího samce, nebo se sousedící teritoria obou ptáků spojí. Zřídka může také samice ve svém teritoriu setrvat a vyčkat, dokud se k ní nepřipojí samec. Během fertilní periody samice žadoní podobně jako mláďata na hnízdě a samec ji v závislosti na intenzitě volání krmí a zároveň aktivně střeží před samci z okolí. Krmení samice samcem někdy pokračuje i v průběhu sezení na vejcích, ale část samic samce naopak po spáření až do začátku líhnutí mláďat odhání.
Hnízdní okrsek o rozloze cca 0,3–0,7 ha je hájen velmi intenzivně prostřednictvím zpěvu a charakteristického postoje se zvedáním hlavy, vystavováním červené náprsenky a pocukáváním těla, křídel a ocasu. V případě, že vniknuvší jedinec tohoto varovného chování ze strany domovského ptáka nedbá, může dojít i k soubojům, které mohou být velmi tvrdé a v krajních případech končit fatálními zraněními jednoho ze soupeřů. V rámci teritoriálního chování bylo prokázáno, že červenky rozlišují mezi zpěvy sousedních a cizích samců a vnímají také směr, odkud zpěv přichází. Na ptáky ze sousedních teritorií reagují méně agresivně než na cizince, ozve-li se však sousedův zpěv z protilehlé hranice teritoria, než má, je reakce stejně agresivní jako v případě cizince. Cílem útoků červenek se příležitostně mohou stát i jiné druhy ptáků podobné velikosti.
Vzhledem k většímu poměru samců než samic v populaci zůstává přibližně 20 % z nich nespárovaných. Tito nehnízdící ptáci často využívají společná nocoviště v krytu křovin.
Místo k hnízdění vybírá samice. Otevřené miskovité hnízdo je většinou na zemi ve svahu, břehu potoka nebo ve strži, zřídka i v dutém pařezu, stromu, (polo)budce, ve zdi, pohozené plechovce či jiné přírodní i umělé (polo)dutině. V ptačí budce je zdokumentováno hnízdění ve výšce až 7,5 m. Stavebním materiálem je suché listí, mech, tráva, kořínky a jiný rostlinný materiál, výstelku kotlinky tvoří rostlinná vlákna, kořínky a srst. Hnízdo staví většinou samotná samice po dobu 4–5 dní.

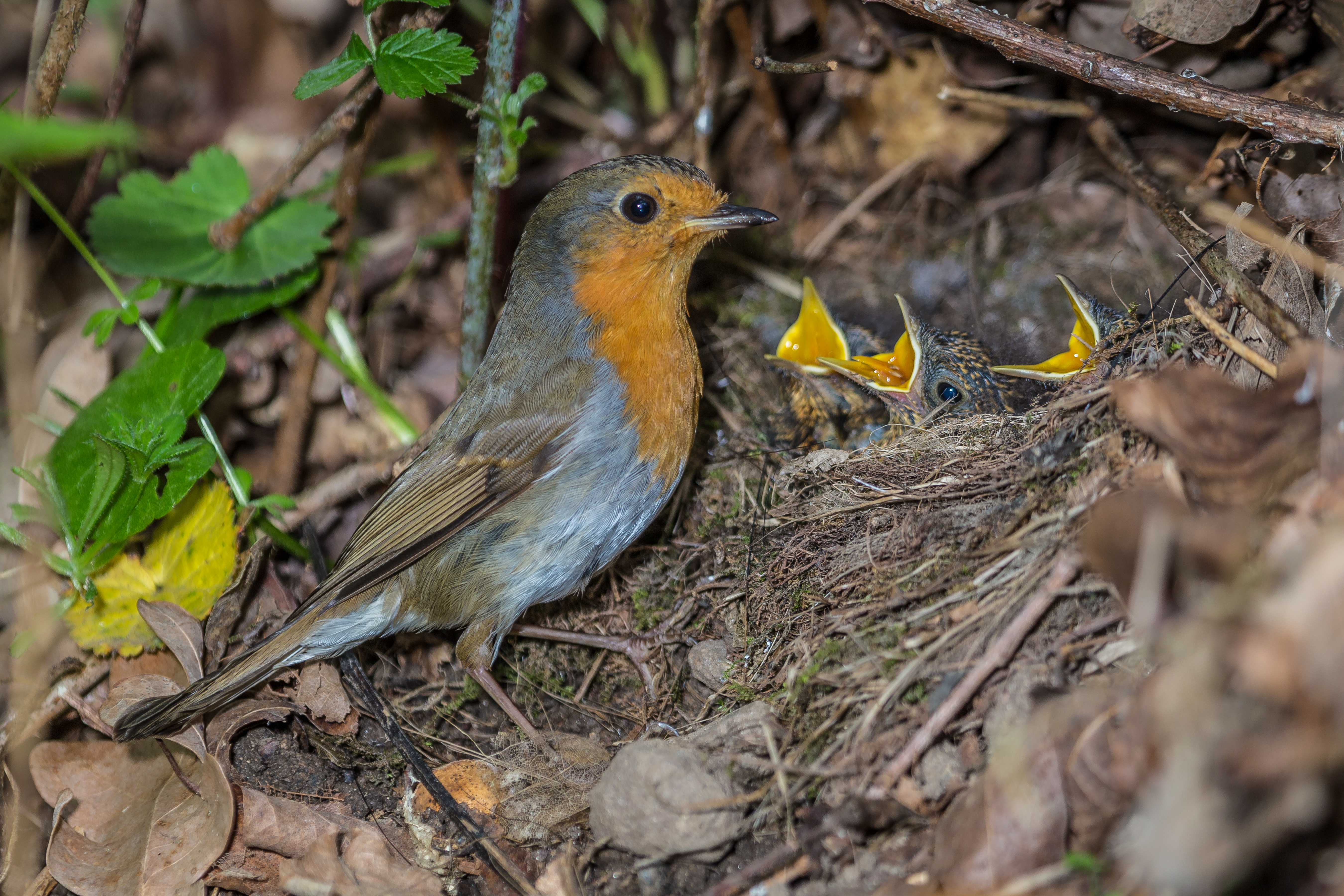
Dospělý pták na hnízdě s mláďaty

Ve střední Evropě hnízdí pravidelně 2×, vzácně 3× ročně od dubna do července. Snůška čítá 5–7 smetanově bílých, drobně rezavohnědě nebo červenohnědě skvrnitých vajec o rozměrech 19,7 × 15,1 mm. Jsou známy i početnější snůšky (až s 10 vejci), ale v takových případech se předpokládá účast více než jedné samice. Snášení probíhá denně v časných ranních hodinách, někdy s jednodenní pauzou. Inkubace trvá 13–14 dnů a podílí se na ní pouze samice. Mláďata jsou krmena oběma rodiči, hnízdo opouštějí ve stáří 13–15 dnů a dalších 8 dnů jsou přikrmována. V případě mláďat z prvního hnízdění s nimi v poslední fázi setrvává již jen samec, zatímco samice začíná se stavbou nového hnízda. Po plném osamostatnění jsou mladí ptáci z domovského okrsku vyhnáni. Pohlavní dospělost nastává ve 2. kalendářním roce.
Ztráty na snůškách dosahují zhruba 21 %, nejčastější příčinou je predace. Studie neprokázala korelaci hnízdní úspěšnosti s velikostí hnízdního okrsku, nýbrž s hustotou vegetace ano.

### Mortalita, dožití
Hlavním predátorem červenky obecné je krahujec obecný, za ztrátami na hnízdech stojí také kočka, tchoř, veverka, rejsek, straka, kuna nebo plch. Průměrná délka života se vlivem vysoké úmrtnosti pohybuje kolem jednoho roku. Každý rok totiž nepřežije více než 60 % dospělých ptáků. K nejcitelnějším ztrátám dochází během krutých zim, doprovázených akutním nedostatkem potravy. Nejvyšší známý věk v ČR je 18 let a 7 měsíců.

### Potrava
Červenka sbírá většinu potravy z povrchu půdy, přičemž často aktivně prohledává hrabanku nebo útočí z nízkých větví keřů a stromů; zdokumentován je i lov potravy v mělké vodě. V hnízdním období se živí bezobratlými, hlavně hmyzem a pavoukovci, po zbytek roku přijímá také rostlinnou potravu, tvořenou měkkými semeny, bobulemi a jinými plody. Na hnízdech v dubobukovém lese na Slovensku bylo zjištěno celkem 404 vzorků potravy náležících asi 109 druhům bezobratlým o průměrné velikosti 8,4 mm. Mezi nejčastěji zastoupené skupiny (početně i objemově) patřili slíďákovití (Lycosidae), mouchovití (Muscidae), housenky můrovitých (Noctuidae) nebo mnohonožky (Diplopoda).
Denní spotřeba potravy u dospělého ptáka představuje až 750 bezobratlých o rozměrech 2–6 mm, což odpovídá přibližně 120 % jeho tělesné hmotnosti. Mladý pták v prvním roce spotřebuje dohromady zhruba 4,5 kg potravy, u dospělého ptáka je spotřeba více než dvojnásobná.

## Ohrožení a početnost
Červenka obecná je v Evropě běžným ptákem s populací odhadovanou na 43–83 milionů párů (2004). V letech 1970–90 byly celkové počty v Evropě stabilní a v období let 1990–2000 i přes pokles jedné z klíčových populací ve Švédsku mírně narostly. Jako stabilní se v posledních desetiletích jeví také početnost v ČR, kde byly celkové stavy mezi lety 1985–89 stejně jako v letech 2001–03 odhadnuty na 0,5–1 milion párů. Červenka obecná se řadí mezi 15 nejběžnějších ptačích druhů na území ČR.

## Vztah k lidem

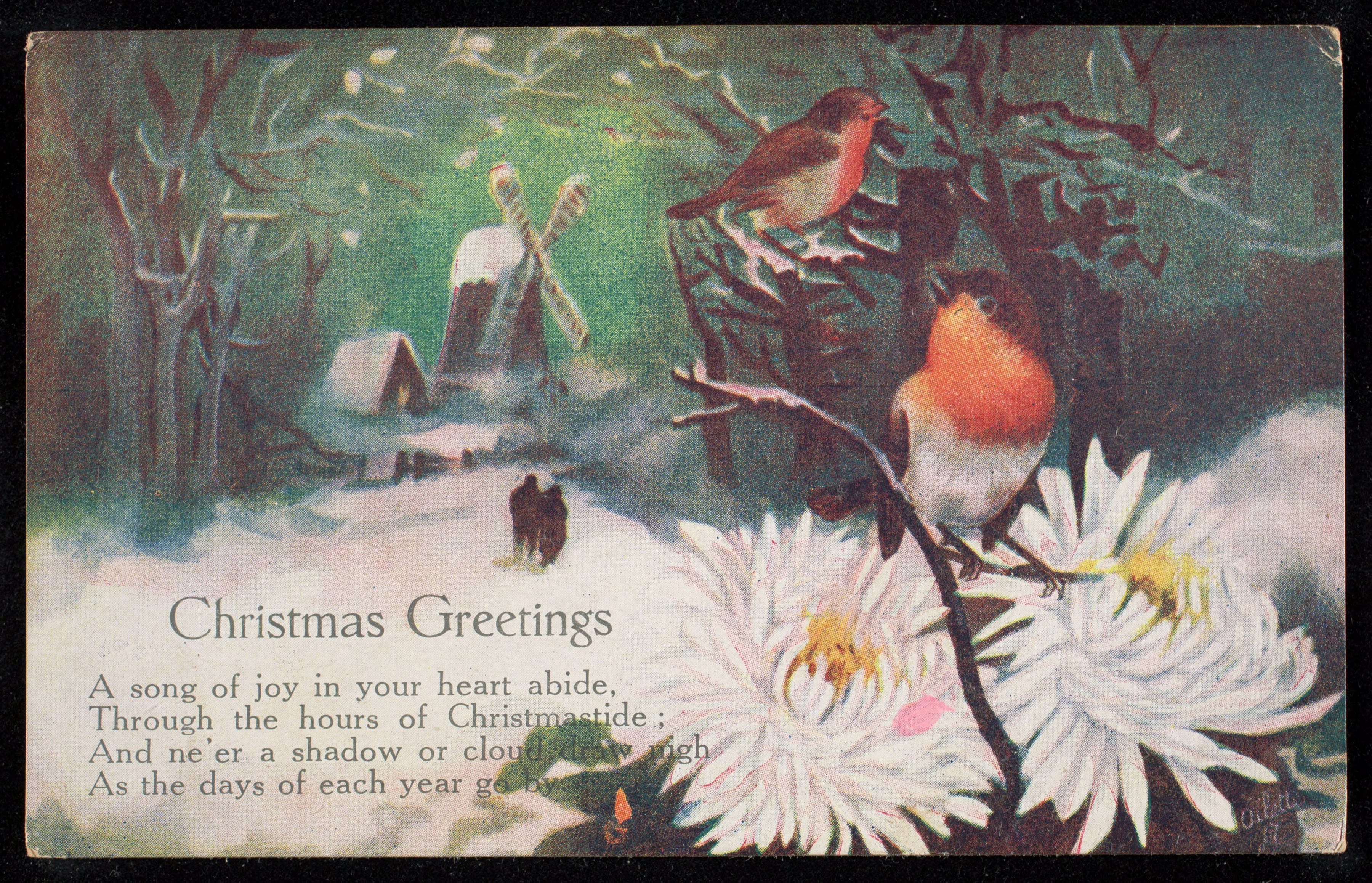
Červenky obecné na britské vánoční pohlednici z počátku 20. století

V severské mytologii je červenka představována jako posel zpráv boha blesků Thóra. V severní Evropě je tradičně vnímána jako jeden ze symbolů Vánoc a objevuje se jako častý motiv na vánočních pohlednicích. Dle anglické pověsti získala oranžovočervenou náprsenku od Kristovy krve, když mu při ukřižování zpívala do ucha utěšující píseň.
V minulosti červenka platila také za oblíbeného klecového ptáka chovaného v domácnostech pro svůj vzhled a zpěv, což zmiňuje i Brehm (1888):
Ve světnicích nejoblíbenějším je ptákem našeho lidu; čile poskakujíc a poletujíc sem a tam, vychytává na podzim mouchy a za smutných dnů zimních obveseluje venkovany příjemným svým zpěvem. Je tvorem roztomilým, který dává na jevo svou čilou, veselou povahu za každé příležitosti. (…) Píseň ta právě tak příjemná je v pokoji jako v lese, a proto pták náš velmi často se ochočuje. Přivykaje brzo v zajetí, pozbývá vší plachosti, kterou jevil ještě s počátku, a osvědčuje se za tvou obvyklou přítulnosť k člověku. Po nějaké době oblíbí si svého pěstouna nad míru a pozdravuje ho po každé, jekmile se objeví, líbezně cvrlikaje (švehole), vole nadýmaje a všelijak způsobně se pohybuje. Vhodně jsa ošetřován, vydrží mnoho let v zajetí, a zdá se, že podává se úplně svému osudu. I přihodilo se, že červenky, které prožily zimu v pokoji a příštího jara byly puštěny, na podzim zase se vrátily do příbytku svého hostitele, prosíce ho takořka, aby je opět přijal; některé přivykly tak, že volně vyletovaly a přiletovaly; několik párů v pokoji také se rozplemenilo.
Život zvířat, str. 135–136

### Pták roku
Červenka obecná byla Českou společností ornitologickou zvolena Ptákem roku 2016, čímž chtěl spolek dle vlastního vyjádření „upozornit na skutečnost, že i běžným a široce rozšířeným druhům může hrozit nebezpečí – například prosklené zastávky hromadné dopravy“.